# Henry Erskine (1650-1693)
Henry Erskine (Schotland 1650 - Edinburgh 21 mei 1693), derde BARON CARDROSS, was een Schots edelman en convenanter.
Hij was de oudste zoon van David Erskine, tweede baron Cardross, en zijn vrouw Anne, vijfde dochter van de openbaar aanklager en Schots landsadvocaat Sir Thomas Hope. Hij werd door zijn vader opgevoed volgens de principes van de covenanters (een stroming die het calvinistische presbyterianisme bevorderde ten koste van de anglicaanse staatskerk).
Omdat zijn vrouw Catherine, jongste van twee dochters van William Stewart uit Kirkhill, er op stond dat een presbyteriaanse kapelaan diensten uitvoerde in hun eigen huis, kreeg hij een boete van 5.000 pond. Het was na de Conventicle Act 1664 namelijk streng verboden religieuze bijeenkomsten van meer dan 5 personen te houden buiten de Anglicaanse Kerk. Na 1.000 pond betaald te hebben probeerde hij tot een schikking te komen, maar werd op 5 augustus 1675 daarvoor in de plaats gevangengezet in Edinburgh.
Terwijl Erskine in Edinburgh was, waren Schotse soldaten op zoek naar de covenanter John King, die zich rondom Cardross op zou houden. Daarbij haalden zij het huis van Erskine danig overhoop, waarbij ze zeer hard optraden tegen zijn vrouw en haar vervolgens onder huisarrest plaatsten. Het vermoeden dat mevrouw Erskine onderdak bood aan deze John King was genoeg voor de Schotse autoriteiten Erskine's voorstel tot schikking af te wijzen.
Op 30 juli 1679 werd Erskine vrijgelaten en het jaar daarop ging hij naar Londen om verhaal te doen bij koning Karel II van Engeland. De leden van het Schotse kabinet waren hier zo woedend over dat zij al zijn goederen verbeurdverklaarden.
Hierop emigreerde hij naar Noord-Amerika en vestigde zich in Charlestown Neck in North Carolina, waar hij een plantage begon. Nadat hij van zijn plantage verdreven werd door de Spanjaarden, ging hij naar het calvinistische Holland. Daar zag hij 1688 kans om met de prins van Oranje mee te gaan naar Engeland. Hieropvolgend werden zijn bezittingen aan hem hersteld en werd hij bovendien lid van het Schotse kabinet. Hierna volgde een succesvolle carrière in het leger.
Hij overleed in Edinburgh op 21 mei 1693 en liet vier zoons en drie dochters na. Zijn oudste zoon David, vierde baron Cardross, erfde in 1695 het graafschap Buchan.